# Triformare socială
Triformarea socială (în germană soziale Dreigliederung), denumită - mai puțin corespunzător - și tripartiție socială, este o mișcare socială inițiată de Rudolf Steiner, al cărei obiectiv este reformarea societății prin sporirea administrării independente a celor trei domenii subsumate: cultural-spiritual, politic-juridic-administrativ și economic. Mișcarea își propune libertate în viața culturală, democrație în cea socială, și asocierea în spirit comunitar pentru viața economică.